# Llinatge dels Sentmenat
Els Sentmenat és un llinatge català originari del castell de Sentmenat (Sentmenat, Vallès Occidental), del qual va prendre el nom.
Van ser els feudataris més importants dels Montcada, que els van encomanar la castlania del castell de Sentmenat. Els membres del llinatge més antics dels que es té notícia són els germans Arnau, Berenguer, Guillem i Pere, fills de Beatriu. Pere va ser el primer veguer de Tortosa, i de fet el llinatge va aconseguir béns i càrrecs a la Catalunya Nova. La línia masculina es va extingir i va passar als Fluvià, senyors de la casa forta de Sant Esteve de Palautordera, que es van cognomenar de Sentmenat. Entre els descendents, sembla que Ramon de Senmenat i de Ribes (m. 1308/10) va ser el fundador de la línia dels senyors de Campsentelles i del castell-cartoixa de Vallparadís de Terrassa, i Galceran de Sentmenat i de Peguera (ca. 1358-1448) la de Santa Fe, Rubí i Dosrius, extingida amb les seves netes, amb la qual cosa la línia principal va aconseguir el traspàs de la baronia de Dosrius i de les senyories de Fals i Canyamars.
A partir del segle xvi, es van formar les dues línies actuals del llinatge amb els fills de Jaume i Enric de Sentmenat. El primer va iniciar la línia dels marquesos de Sentmenat, amb possessions a Sentmenat, Vallparadís, Fals i Pera, que va ser elevat al grau de noble el 1542. Aquesta línia que arriba fins avui dia ha comptat amb nombroses personalitats conegudes, un dels darrers, Joaquim de Sentmenat i Sarriera (m. 1968) va ser un filantrop de la música i fundador de l'Associació Òpera de Cambra de Barcelona, així com president del patronat Pro Música de Barcelona. Dintre de la línia dels marquesos, un dels fills del segon marquès va iniciar la línia dels marquesos de Gironella, que es va extingir amb la tercera generació, si bé va sorgir una branca cubana, amb Baltasar de Sentmenat i de Ribera, que encara perdura a Amèrica.
La segona de les línies iniciada al segle xvi va ser la d'Enric i els marquesos de Castelldosrius, hereu de Dosrius i Canyamars i que va obtenir el privilegi de noble el 1577. Aquesta línia es va mantenir fins al segle xviii, quan la successió la va recollir el representant de la branca iniciada per un fill cabaler del primer marquès de Castelldosrius, Josep de Sentmenat i d'Oms (m. 1776). Els fills de la línia han tingut diverses ocupacions, algunes relacionades amb Amèrica, altres amb la política, i, per exemple, Ramon de Sentmenat i de Mercader, va ser actor.